# Jogos Centro-Asiáticos de 1999
Os Jogos Centro-Asiáticos de 1999 foram a terceira edição do evento multiesportivo, que ocorreu em Bisqueque, no Quirguistão. Este evento contou com a participação da Taipé Chinesa como Comitê Olímpico Nacional convidado.

## Participantes
Seis países participaram do evento:
- Cazaquistão
- Quirguistão
- Taipé Chinesa
- Tajiquistão
- Turquemenistão
- Uzbequistão